# Trương Việt Hoàng
Trương Việt Hoàng (sinh ngày 9 tháng 12 năm 1975 tại Hà Nội) là một huấn luyện viên và cựu cầu thủ bóng đá người Việt Nam. Hiện nay, ông đang làm huấn luyện viên trưởng của câu lạc bộ SHB Đà Nẵng.
Thời còn thi đấu, Trương Việt Hoàng chơi ở vị trí tiền đạo cho đội Thể Công, Bình Định và đội tuyển quốc gia Việt Nam.

## Sự nghiệp cầu thủ
Trương Việt Hoàng sinh ra tại Hà Nội và trưởng thành từ đội bóng đá Thể Công.

## Sự nghiệp huấn luyện
Năm 2016, Trương Việt Hoàng giúp Hải Phòng về ngôi á quân V.League 2016 với 50 điểm, bằng điểm với nhà vô địch Hà Nội T&T nhưng thua kém về hiệu số bàn thắng thua.
Tháng 11 năm 2019, Trương Việt Hoàng chính thức ký hợp đồng với Trung tâm thể thao Viettel. Sau gần 3 năm gắn bó, ông đã có những mùa giải thành công, ghi những dấu mốc lịch sử cho Viettel bằng chức vô địch V.League 1 2020 và á quân Cúp quốc gia 2020.
Cuối tháng 8 năm 2022, Trương Việt Hoàng chính thức dẫn dắt câu lạc bộ Thành phố Hồ Chí Minh. Tuy nhiên sau trận thua Sài Gòn ở vòng 17 V.League 1 2022 vào ngày 30 tháng 9, ông đã nộp đơn xin từ chức và được lãnh đạo câu lạc bộ phê duyệt. Trong 4 trận dưới quyền của ông, Thành phố Hồ Chí Minh thua Hải Phòng 3–4, thua Nam Định 0–1, thua Sài Gòn 0–2 và chỉ hoà Hồng Lĩnh Hà Tĩnh 1–1.
Ngày 29 tháng 8 năm 2023, câu lạc bộ SHB Đà Nẵng thông báo bổ nhiệm Trương Việt Hoàng vào chức huấn luyện viên trưởng của đội bóng.